# Anna Rönnbäck
Anna Rönnbäck, född 6 januari 1981, är en svensk volleybollspelare (center). Hon spelade 66 landskamper för Sveriges landslag.
Rönnbäcks moderklubb är Pajala IF. Hon gick över till KFUM Örebro (vars volleybolldel under hennes tid där blev Örebro Volley), men vilka hon spelade sju säsongen i elitserien.. Hon utsågs till årets spelare i Sverige 2007, samma år lämnade hon Sverige för spel med Évreux VB i Nationale 1 (den då näst högsta divisionen i Frankrike). Hon fortsatt senare sin internationella karriär i Alemannia Aachen i Volleyball-Bundesliga, Tyskland.
Rönnbäck återvände 2010 till Sverige för spel med Lindesbergs VBK. Hon meddelade 2012 att hon avslutade sin spelarkarriär. Med undantag för inhopp p.g.a. spelarbrist blev det ett uppehåll till 2015, då hon återupptog karriären, nu med Örebro Volley.
Under sin karriär vann hon SM-guld med Örebro 2005 och med Lindesberg 2012. 